# Zwikken
Zwikken is een kaartspel voor 3-4 spelers. Iedere speler krijgt drie kaarten om mee te spelen. Alleen de tien, boer, vrouw, heer en aas worden gebruikt.
Net als bij andere kaartspellen (zoals klaverjassen, waar een Rotterdamse en Amsterdamse variant voorkomt) kent dit spel verschillende uitleg van de "regels".

## Regels
Elke speler legt een fiche (of bedrag) in de pot. De gever geeft iedereen drie kaarten en draait een kaart voor troef. De spelers zeggen nu om beurten wat ze van het spel verwachten, door te zeggen “ik vraag” (of “ik speel”) of “pas”.
Als een speler vraagt, dan geeft hij aan goede kaarten te hebben en kans te maken op een deel van de pot. Er wordt altijd gespeeld om een veelvoud van handjes (handje = fiches x aantal spelers) of de gehele pot.
Het is mogelijk dat meerdere spelers willen vragen. In dat geval is het gebruikelijk dat men zegt "ik vraag beter" of "ik vraag nóg beter".
Heeft er iemand gevraagd, dan komt er nog een biedronde, zodat spelers die eerst gepast hebben alsnog kunnen besluiten beter te vragen. Dit komt vooral voor als een speler zwik heeft (zie verderop).
Daarna komt de speler links van de gever uit voor de eerste slag. Kleur bekennen is verplicht, troeven mag ook. Wie niet kan bekennen mag troeven, als hij dat kan. Ondertroeven is verboden, tenzij men niet anders kan. Wordt troef gevraagd, dan mag men naar keuze hogere of lagere troeven bijspelen.
Alle deelnemers die niet spelen, moeten ervoor zorgen dat degene die wel speelt zo min mogelijk punten krijgt. Als de pot namelijk leeg wordt gespeeld, moet iedere deelnemer weer een fiche inleggen om de pot te spekken. 
Zijn alle slagen gemaakt, dan tellen de spelers hun punten. De puntentelling is als volgt: aas=4, heer=3, vrouw=2, boer=1, tien=0. De speler met de meeste punten wint. De overige spelers verliezen. Hebben twee spelers allebei het hoogste aantal punten, dan verliest iedereen.
Een speler die gevraagd heeft en wint, krijgt (een deel van) de inhoud van de pot. De spelers die gevraagd hebben en verliezen, moeten hetzelfde aantal fiches weer in de pot zetten. De spelers die gepast hebben krijgen en betalen niets.

## Zoeken
Wordt er rondgepast, dan kan de gever, als hij wil, een nieuwe troef draaien. Dit heet zoeken. Er wordt twee keer gezocht, er zijn dan dus in totaal drie troeven geweest. Wordt er een troefkleur gedraaid die al eerder geweest is, dan is iedereen verplicht te passen.
Als de gever zoekt, dan moeten alle spelers een fiche inzetten. De tweede keer zoeken is 'gratis'. Heeft de gever slechte kaarten, dan zoekt hij niet en wordt er opnieuw gedeeld door de speler links van hem.

## Troef tien
De speler die troef tien heeft, kan, als het zijn beurt is om te bieden, zeggen: “ik vraag en ik ken hem” of “ik pas en ik ken hem” of “ik (pas en ken hem en) verwacht een betere”. Dit geeft hem het recht de tien om te ruilen voor de troefkaart, wat hij moet doen voordat hij voor de eerste slag bijspeelt. Is er gezocht, zodat er twee of drie troefkaarten zijn gedraaid, dan kan hij een tien ook omruilen voor een eerdere troefkaart, en desnoods meerdere tienen omruilen. Heeft hij gezegd een betere te verwachten en is meerdere keren dezelfde troefkleur gedraaid, dan kan hij kiezen voor welke troefkaart hij de tien omruilt.
Het is mogelijk zwik te vormen door een tien voor de troefkaart om te ruilen.

## Zwik
Heeft een speler drie gelijke kaarten, bijvoorbeeld drie boeren of drie azen, dan wint hij direct. Tijdens de bieding vraagt hij gewoon. Is de bieding geëindigd, dan laat hij zijn kaarten zien en wint. De andere spelers verliezen (als ze gevraagd hebben). Hebben meerdere spelers zwik, dan wint degene met de hoogste kaarten. De hoogste zwik is zwik tien, omdat een andere zwik gemaakt kan worden met de troefkaart en zwik tien niet.
Een speler met zwik zal bij voorkeur in eerste instantie passen. Vraagt een andere speler, dan kan de speler met zwik in de tweede biedronde beter vragen. Wordt er rondgepast en een andere troef gezocht, dan heeft de speler met zwik een nieuwe kans om beter te vragen. Wordt er echter rondgepast en besluit de gever niet te zoeken, dan heeft de speler met zwik verkeerd gegokt, want hij krijgt geen kans meer om alsnog te vragen.

## Extra regels
In de Achterhoek kan zwikken worden gespeeld met aanvullende "Lubbers-regels". Deze regels zijn:
- Degene die vraagt mag niet uitkomen met de hoogste troef (aas).
- Nadat een speler gepast heeft komt hij niet meer aan bod in de biedronde, ook niet als iemand na hem speelt.

## Trivia
- In de film Het 14e kippetje wordt er gezwikt om geld.